# Веленце
Веленце (мађ. Velence) град је у Мађарској. Веленце се налази у оквиру жупаније Фејер. Име насеља је на мађарском исто као и италијанском граду Венецији, иако су суфиксирани другачије: „у Веленце“ је Веленцен, док се Веленцебен односи на италијански град .

## Географски положај
Град окружује североисточни крај језера Веленце. Јужни део је одмаралиште Веленцефирде. Главни пут број 7, аутопут М7, пут 6207, пут 8116, пут 8119 и железничка линија Будимпешта-Секешфехервар такође додирују град, који пружају одличне услове за превоз. Град има две железничке станице: стајалиште Веленце и стајалиште Веленцефирде.
Повезан је аутобуским линијама са насељима око језера Веленце, као и са Секешфехерваром, Будимпештом, Жичујфалуом и Пустасаболчем. 1171, 8022, 8024, 8025, 8026, 8027, 8028, 8151, 8152, 8154, 8156, 8157, 8158 летова додирују град.
Веленца има три бродске станице (Веленцефирде, Веленце, Овеленце) које примају бродове који долазе из Пакозда, Гардоња и Агарда.
У његовом округу је Хајдутања, који се налази 4 километра од центра, у правцу југоистока. Према подацима из 2011. године, Хајдутања има 62 становника, а број станова 16. У Хајдутањи се налази управа за воде КДТ која има бунар за праћење подземних вода.

## Историјат
Веленце се налазила поред главног трговачког пута између Будима и Јадранског мора, па је већ у римско доба важила за озбиљно насеље на ратном путу између Саварије и Аквинкума. У средњем веку овде су вероватно живели италијански и венецијански мајстори који су радили на зградама у Секешфехервару, који су вероватно дали име насељу. Најстарија црква у насељу је реформаторска црква подигнута око 1690. године. Мола Садик је живео у граду у 19. веку, а његов гроб налазимо на локалном гробљу. Тридесетих година 20. века село је, као и Гардони, постало туристичко насеље и почео је озбиљан развој. Први омладински и излетнички центар у земљи изграђен је у Веленци, која је поново била у процвату 1970-их. 2004. године насеље је добило статус града. Веленцешки корзо је направљен 2014. године, инвестиција која је реализована у оквиру пројекта „Веленце лејк гејт”.

## Познате личности
- Алајош Хаусман (1847–1926), архитекта, професор, члан Мађарске академије наука
- Клара Шомођи (1913–1996), тенисер
- Петер Кун (1967–1993), музичар
- Жолт Секереш (рођен 1975), фудбалер
- Анита Кулчар (1976–2005), рукометашица